# Pięknoróg szydłowaty

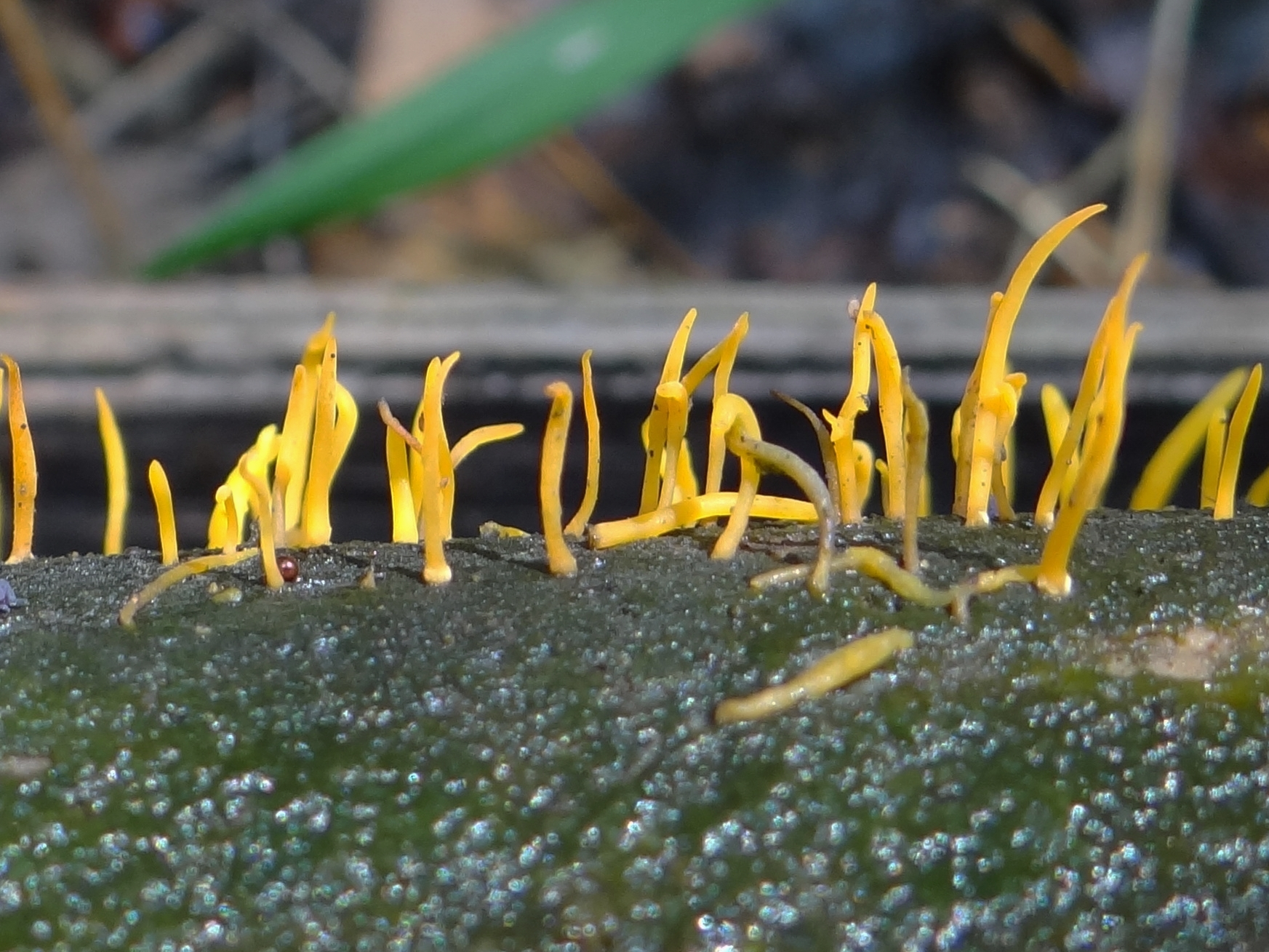

Pięknoróg szydłowaty (Calocera cornea (Batsch) Fr.) – gatunek grzybów z rodziny łzawnikowatych (Dacrymycetaceae).

## Systematyka i nazewnictwo
Pozycja w klasyfikacji według Index Fungorum: Calocera, Dacrymycetaceae, Dacrymycetales, Incertae sedis, Dacrymycetes, Agaricomycotina, Basidiomycota, Fungi.
Takson ten po raz pierwszy opisał go w 1873 r. August Johann Georg Karl Batsch jako Clavaria cornea, do rodzaju Calocera przeniósł go Elias Fries w 1827 r.
Synonimów nazwy naukowe ma ponad 20. Niektóre z nich:

- Calocera cornes (Batsch) Fr. 1827
- Calocera palmata (Schumach.) Fr. 1838
- Calocera striata (Hoffm.) Fr. 1838
- Clavaria aculeiformis Bull. 1785
- Clavaria cornea Batsch 1783
- Clavaria medullaris Holmsk. 1790
- Clavaria striata Hoffm. 1796
- Corynoides cornea (Batsch) Gray 1821
- Tremella aculeiformis (Bull.) Pers. 1822
- Tremella palmata Schumach. 1803

Nazwę polską nadał Franciszek Błoński w 1896 r. W polskim piśmiennictwie mykologicznym gatunek ten opisywany był też jako goździeniec wiązkowy, goździeniec bruzdowany i pięknoróg rogowaty.

## Morfologia
Owocnik
W postaci zazwyczaj nierozgałęzionej, prostej pałeczki o tępym końcu. Wysokość 1–1,5 cm, grubość około 1 mm. Czasami z jednej wspólnej podstawy wyrasta kilka owocników. Powierzchnia naga, gładka, barwy od żółtej do żółtopomarańczowej. W czasie wilgotnej pogody jest lepki. Miąższ galaretowaty, o łagodnym smaku, bez zapachu.
Zarodniki
W kształcie kiełbaski, gładkie. Rozmiar: 7,5–9,5 × 3–4 μm.
Gatunki podobne
W Polsce są 4 gatunki pięknorogów, wszystkie mają takie samo ubarwienie, ale różnią się morfologicznie. Najbardziej do pięknoroga szydłowatego podobny jest pięknoróg dwuprzegrodowy (Calocera furcata), który ma zarodniki z 1–3 przegrodami, jest grubszy, krótszy i zwykle widlasto rozgałęziony, ponadto rośnie na drzewach iglastych. Często można spotkać pięknoroga największego (Calocera viscosa), który występuje na martwym drewnie drzew iglastych i jest łatwy do odróżnienia – jest większy i krzaczasto rozgałęziony. Pięknoróg językowaty (Calocera glossoides) jest mały, ale szeroki (w stosunku do swojej wysokości).

## Występowanie i siedlisko
Poza Antarktydą występuje na wszystkich kontynentach, także na wielu wyspach. W Polsce jest pospolity, rośnie na martwym drewnie drzew liściastych: na pniach, pniakach i gałęziach. Można go spotkać w lasach liściastych i mieszanych i w parkach. Zazwyczaj występuje grupowo. Owocniki wyrastają przez cały rok, głównie od wiosny do jesieni.
Saprotrof, grzyb niejadalny.